# Sentinel Returns
 (avril 2017).
Si vous disposez d'ouvrages ou d'articles de référence ou si vous connaissez des sites web de qualité traitant du thème abordé ici, merci de compléter l'article en donnant les références utiles à sa vérifiabilité et en les liant à la section « Notes et références ».
Sentinel Returns est un jeu vidéo de puzzle sorti en 1998 sur PlayStation et sous Windows. Il fait suite au jeu de puzzle 3D The Sentinel édité par Firebird en 1986 et disponible sur la majorité des ordinateurs de l'époque.
Tout comme son prédécesseur avant-gardiste, Sentinel Returns présente en vue subjective un environnement en 3D intégrale. Si la vue subjective était une gageure en 1986 (et reposait sur un principe ingénieux mais limitatif), ce second opus profite pour sa part des technologies de son temps et remplace la performance technique du premier épisode par l'utilisation d'un moteur 3D temps réel.
La musique du jeu fut composée par le réalisateur John Carpenter en collaboration avec Gary McKill.

## Synopsis
Sentinel Returns, comme l'essentiel des jeux de réflexion, est épuré en termes de scénario mais contrairement à la majorité des représentants de ce genre il possède néanmoins une ébauche de scénario ainsi qu'un univers riche et énigmatique dont l'atmosphère effrayante ne manque pas de rappeler l'œuvre de H.P Lovecraft et d'envouter le joueur. 
L'introduction dévoile en effet un laborantin en costume (évoquant les investigateurs Lovecraftiens) dans un décor typé années 1930 emplit d'un outillage aussi daté. Des créatures et univers hallucinatoires apparaissent sous le microscope du héros dont l'objectif sera d'examiner des spécimens de créatures inconnues, sortes de fœtus palpitants servant de porte vers un monde microscopique. La notice présente ainsi l'univers du jeu:
"Il existe un univers irréel. Pour rester en vie, il faut se battre. Se battre au quotidien. Vous avez accès à un échantillon d'une substance d'origine inconnue. Injecté dans un spécimen d'origine tout aussi inconnue, il projette l'image d'un monde dominé par une "Sentinel". Plusieurs centaines de spécimens sont à examiner. L'objectif de ce processus vous paraîtra plus clair si vous parvenez à aller jusqu'au bout. Quant aux conséquences d'un échec, elles sont difficiles à évaluer."
L'interface constituée des outils du joueur et des spécimens renforce l'immersion du joueur dans ce monde énigmatique avare en explications mais bercé par un climat particulièrement pesant et inquiétant.

## Système de jeu
L'examen des spécimens figure les différents niveaux du jeu. Chaque tableau voit le joueur démarrer dans les profondeurs d'un territoire vallonné et géométrique découpé en cases comme un échiquier. 
Ce paysage est surplombé par "la sentinelle", sorte de robot dont il ne faut pas être aperçu lors de ses tentatives d'escalade du niveau, l'objectif étant de la surplomber et détrôner avant de passer au niveau suivant.
Le joueur occupe une position fixe à partir de laquelle il peut déployer des rochers ainsi que des "bases robot" sur les niveaux inférieurs ou de même hauteur que celui qu'il occupe. Pour grimper il doit générer des rochers et les entasser sur une case puis y disposer une base robot dans laquelle il se téléportera pour grimper de niveau. 
Si le joueur dispose de plusieurs bases il pourra passer de l'une à l'autre à loisir. Si une base est aperçue par la sentinelle, une alerte se déclenche. Plusieurs actions lui seront alors possibles pour procéder à la destruction de la base entrée dans son champ de vision. Dans ce type de situation le joueur n'a d'autre choix que de se dépêcher de quitter le champ de vision de la sentinelle sous peine d'être également détruit.
Les rochers et les bases consomment de l'énergie, une touche d'absorption permet cependant au joueur de récupérer de l'énergie, soit en détruisant les outils qu'il a lui-même généré, soit en absorbant des "arbres" présent dans les niveaux. À l'instar des autres objets les arbres ne peuvent être absorber qu'a condition de les surplomber ou de se trouver au même niveau qu'eux.
Le concept est tiré par les cheveux mais la mécanique globale est en réalité plutôt simple. À partir de ces concepts de base et de quelques variantes liées notamment aux créatures qui peuvent (suivant les niveaux) épauler la sentinelle, la difficulté se verra en réalité principalement dosée par la configuration de chaque territoire, le jeu révélant alors sa vraie finesse dans l'élaboration toujours plus machiavélique de chaque plateau.
Ce qui fait la force de Sentinel Returns c'est néanmoins et avant tout l'atmosphère dont le jeu est empreint. Libéré de son ambiance graphique glauque avec ses créatures abstraites aux silhouettes ciselées, des musiques de John Carpenter et de ses sons terrifiants le jeu perdrait clairement de sa superbe.
Apparu en 1998 il fait bizarrement écho à des titres plus important de la psone tel que Metal Gear (sorti la même année) avec son concept de cache cache et la vague des survival horror, dont le plus proche parent (par hasard) n'est autre que Silent Hill (sorti l'année suivante) dont l'ambiance de cauchemar est finalement très proche. Ces points communs tiennent sans doute de la coïncidence, d'aspirations dans l'air du temps, mais ils font de ce jeu unique un cas encore plus singulier tant, en exploitant un genre qui ne semblait ne pas s'y prêter, il évoque des tendances fraiches du jeu vidéo au détour de la fin des années 1990.

## Accueil
- Jeuxvideo.com : 12/20 (PC)[1]